# Funkanlagengesetz
Das Funkanlagengesetz (FuAG) regelt grundlegende Anforderungen an Funkanlagen sowie Informations- und Registrierungspflichten für Händler und Hersteller und setzt die Richtlinie 2014/53/EU in deutsches Recht um. Von der Regelung sind Funkanlagen ausgenommen, die von Funkamateuren, auf Schiffen oder an Bord von Luftfahrzeugen verwendet werden. Ausgenommen sind ferner Erprobungsmodule sowie Funkanlagen, die für Zwecke der öffentlichen Sicherheit eingesetzt werden.